# ドナ・ダグラス
ドナ・ダグラス（Donna Douglas,  1932年9月26日 - 2015年1月1日）は、アメリカ合衆国の女優である。

## 来歴
1932年、ルイジアナ州イーストバトンルージュ郡に生まれる。高校時代はソフトボールやバスケットボールに打ち込んでいた。その後はニューヨークへ渡り、歯磨剤の広告モデルとしてキャリアをスタート。1956年にはスティーヴ・アレンがホストを務める『The Steve Allen Show』でテレビデビュー。また1959年には、ディーン・マーティンが主演する『果てしなき夢』で映画デビューも果たした。それからもテレビドラマや映画などへコンスタントに出演し、女優としてのキャリアを築き上げ、1962年からテレビ放送されたテレビドラマシリーズ『じゃじゃ馬億万長者』でバディ・イブセン演じる主人公の娘役を演じて人気を博した。1963年にゴールデン・グローブ賞の「ミス・ゴールデン・グローブ」を受賞した

### 私生活
2回結婚をしており、最初の結婚は1949年にRoland Bourgeoisとしたが、1954年に離婚。1971年に編集技師のRobert M. Leedsと再婚したが、1980年に離婚している。

### 死去
2015年1月1日に膵癌のため死去。82歳だった。

## 出演作品

### 映画
- 果てしなき夢 Career (1959)
- リル・アブナー Li'l Abner (1959) ※ノークレジット
- ベルズ・アー・リンギング Bells Are Ringing (1960)
- 恋人よ帰れ Lover Come Back (1961)
- フランキーandジョニー Frankie and Johnny (1966)
- The Return of the Beverly Hillbillies (1981) ※テレビ映画
- Chronicles of Life Trials (2013)

### テレビドラマ
- タイトロープ Tightrope (1959)
- モーガン警部 U.S. Marshal (1959)
- おじさまはひとりもの Bachelor Father (1959)
- Whirlybirds (1960)
- ロック・アップ Lock Up (1960)
- The Detectives (1960)
- ルート66 Route 66 (1960)
- アクアナット（海に挑む男） The Aquanauts (1960, 1961)
- ミステリーゾーン Twilight Zone (1960, 1962)
- 私立探偵マイケル・シェーン Michael Shayne (1961)
- チェックメイト Checkmate (1961)
- サンセット77 77 Sunset Strip (1961)
- Hennesey (1961)
- 特捜官ニック・ケイン Cain's Hundred (1961)
- ミスター・エド Mister Ed (1961, 1962)
- サーフサイド6 Surfside 6 (1961)
- 陽気な夫婦 Pete and Gladys (1961)
- ドクター・キルデア Dr. Kildare (1961)
- The Jack Benny Program (1962)
- Sam Benedict (1962)
- 恋愛専科 Love, American Style (1970, 1973)
- じゃじゃ馬億万長者 The Beverly Hillbillies (1962 - 1971)
- The Defenders (1964)
- 四次元への招待 Night Gallery (1972)
- 特捜隊アダム12 Adam-12 (1973)
- 署長マクミラン McMillan & Wife (1974)
- プロジェクトU.F.O. Project U.F.O. (1978, 1979)

### テレビアニメ
- スーパー・マリオ・ショー The Super Mario Bros. Super Show! (1989)